# David Yallop
David Anthony Yallop (ur. 27 stycznia 1937 w Londynie, zm. 31 sierpnia 2018 tamże) – brytyjski pisarz piszący głównie o nierozwikłanych zbrodniach. W latach 70. tworzył też scenariusze do programów komediowych BBC. Współautor wielotomowej autobiografii Grahama Chapmana A Liar’s Autobiography.

## Książki
- To Encourage The Others (o sprawie Craiga/Bentleya – niepełnosprawnego umysłowo Bentleya prawdopodobnie powieszono za morderstwo dokonane w czasie napadu przez jego kompana)
- The Day The Laughter Stopped (biografia aktora Fatty’ego Arbuckle’a)
- Beyond Reasonable Doubt? (skazanie Arthura Allana Thomasa (później został ułaskawiony) za morderstwo małżeństwa rolników Harveya i Jeanette Crewe w Nowej Zelandii)
- Deliver Us From Evil (o Rozpruwaczu z Yorkshire)
- In God’s Name (na temat śmierci papieża Jana Pawła I; polskie wydanie: W imieniu Boga? : śledztwo w sprawie zamordowania Jana Pawła I)
- To the Ends of the Earth (o schwytaniu Carlosa; polskie wydanie: W pogoni za Szakalem)
- How They Stole the Game (o piłce nożnej; polskie wydanie: Kto wykiwał kibiców?)
- Unholy Alliance (o międzynarodowym handlu narkotykami i wynikającej z niego korupcji w polityce)
- The Power and the Glory: Inside the Dark Heart of Pope John Paul II's Vatican; polskie wydanie: Potęga i chwała. W mrocznym sercu Watykanu Jana Pawła II (o pontyfikacie Jana Pawła II)

## Rodzina
Dwukrotnie żonaty, miał pięcioro dzieci.